# Silvio Gesell
Jean Silvio Gesell (Sankt-Vith, Prusia (actualmente Bélgica); 17 de marzo de 1862 - Eden cerca de Oranienburg, Alemania; 11 de marzo de 1930) fue un comerciante y un teórico de las finanzas germano-argentino.

## Biografía
Nació en Sankt Vith, en una zona de la región de las Ardenas que por entonces pertenecía a Prusia y que sería cedida a Bélgica en 1919.  Fue el séptimo de nueve hijos. Su madre, Matilde Talbot, era valona y católica, mientras que su padre Ernesto Gesell, que provenía de Aquisgrán, era de religión protestante, siendo su oficio el de recaudador de impuestos de Prusia (a partir de 1870, del imperio alemán).
Estudió en la Bürgerschule (un tipo de instituto para las clases bajas donde se recibía una educación básica) y luego en el Gymnasium de Malmedy.
Su escasez de recursos le impidió cursar estudios universitarios y comenzó a trabajar en el Reichspost, el sistema postal del Imperio Alemán. Como no le gustaba este oficio, empezó a trabajar como aprendiz de comercio junto con su hermano en Berlín. Luego vivieron en Málaga un par de años como corresponsal de la empresa y aprende a hablar el español fluidamente. Regresó a Berlín involuntariamente para completar su servicio militar.
A los 25 años conoce y se enamora de Anna Bottger. Por razones económicas decide emigrar a la Argentina (1887), donde luego de probar suerte y con ayuda de su hermano Paul, abre una sucursal de lo que sería el inicio de la Casa Gesell (comienza vendiendo material quirúrgico y de farmacia, para luego especializarse en productos para bebés). Silvio y Anna se casan ese mismo año en Montevideo y se establecen en la ciudad bonaerense de Banfield.
En 1889, a raíz de la crisis durante el gobierno de Juárez Celman, Silvio comienza a analizar el sistema monetario a modo de encontrar solución a la crisis; luego de observaciones y conclusiones, culmina en el año 1891, su primer tratado teórico acerca de las finanzas, titulado Die Reformation des Münzwesens als Brücke zum sozialen Staat (La reforma del sistema monetario como puente hacia un estado de bienestar).

También de esa época data su Nervus Rerum y la nacionalización del dinero. Dejó el negocio en manos de su hermano y regresó a Europa en 1892.
En 1898 vuelve a Alemania con su familia y deja a cargo del negocio a su hermano Ernesto. Se establecen en Weimar (donde vivía su hermano Román) y luego en el pequeño pueblo de Les Hauts-Geneveys del cantón de Neuchâtel en la Suiza francesa, donde compra una granja.
Mientras trabaja en la granja con sus hijos lee los trabajos realizados por Marx, Henry George, Proudhon y Adam Smith. En el año 1900 funda la revista Geld-und Bodenreform (Reforma Monetaria y Agraria), pero por motivos económicos la revista debe cerrar en el año 1903.
En 1906 su hermano Ernesto enferma y fallece. Silvio alquila su granja, muda a su familia a Zollikon (Suiza) y viaja a la Argentina haciéndose cargo del negocio que para ese entonces se encontraba en malas condiciones financieras. Casa Gesell fue creciendo y a la venta de instrumental quirúrgico se le agregó una sección de fotografía y laboratorio. Silvio afirmaba “el dinero está en la calle, sólo hay que recogerlo”.
Compra un predio de 2 ha en Punta Chica, próximo a Buenos Aires, donde construye una amplia casa.
En 1908 su familia se muda nuevamente a la Argentina, a su nueva casa, salvo su hijo Carlos, que comienza a cursar sus estudios secundarios en la Real Schule de Zúrich.

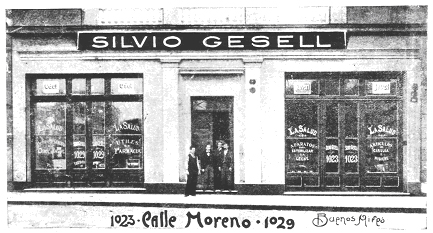
La Casa Gesell, calle Moreno de Buenos Aires

En 1909, Silvio compra una pequeña isla en el Delta del Paraná; Carlos regresa de Europa y apoyándose en la posición de su padre comienza a estudiar por su cuenta, y crea el primer prototipo de médano. Este hijo luego fundará la localidad a la que llamará Villa Gesell
En 1911 deja el negocio en manos de sus hijos Ernesto Fridolín y Carlos, para partir nuevamente a Alemania. Vive en la comuna vegetariana de Obstbausiedlung Eden que fue fundada por Franz Oppenheimer en Oranienburg, al norte de Berlín. Allí verá la luz su revista Der Physiokrat ( El Fisiócrata). La revista fue clausurada en 1914, al inicio de la I Guerra Mundial, por la censura. Es por este conflicto que Gesell en 1915 regresa a su granja, en la Suiza francesa. Una vez finalizada la guerra, vende su granja de Les Hauts Geneveys, y se dirige a Múnich.
En el año 1916 publica su obra cumbre “El Orden Económico Natural”.
En 1919, fue reclamado para tomar parte en la República Soviética de Baviera de la mano de Ernst Niekisch. La República le ofrece un cargo en la Comisión de Socialización y lo nombran Representante Popular de Finanzas. Gesell escoge para su equipo al matemático suizo Theophil Christen y el economista Ernst Polenske e inmediatamente redactan una ley para la creación del dinero libre o Freigeld. Su estancia en el cargo fue tan solo de 7 días. Después del sangriento final de la República Soviética, Gesell estuvo detenido varios meses hasta que fue absuelto por una corte muniquesa, gracias a su propio discurso de defensa alegando que él solo ejercía el mandato de ministro por deber, y no por una afinidad ideológica con la República Soviética de Baviera.

Por su implicación en la República Bávara, Suiza le negó el retorno a su granja de Neuchâtel.
Gesell se traslada entonces a Nuthetal, en Potsdam-Mittelmark, luego regresa a Oranienburg. Tras otra pequeña estancia en Argentina en 1924, se asienta de nuevo en Oranienburg en 1927. Allí moriría de neumonía el 11 de marzo de 1930.

## Pensamiento
Fue un vegetariano ético. Se consideraba a sí mismo un ciudadano del mundo y creía que el planeta debe pertenecer a toda la gente que la habita más allá de las diferencias de raza, género, clase o religión.
Fundamentó su pensamiento económico en el interés propio de los individuos como algo natural, sano y una buena motivación para actuar. La satisfacción del interés particular motiva a ser productivo según Gesell. El sistema económico debería estar al servicio de satisfacer estas necesidades pero fracasa de manera evidente. Por ello, Gesell propone un sistema económico que el llamó economía natural. En este sentido, se puede encontrar una clara oposición con los postulados de Karl Marx, que quería cambiar de raíz las condiciones de producción.
Siguiendo la tradición de pensadores como Adam Smith, Gesell toma el egoísmo como un factor a tener cuenta. De ahí que su obra hace una llamada a una oportunidad de negocio en igualdad de condiciones para todos. Ello incluye abolir todo tipo de privilegios legales y adquiridos.
Cada uno debe confiar en sus habilidades y capacidades individuales a la hora de ganarse el sustento. En su “orden económico natural” la gente con más talento tendría así los más altos ingresos independientemente de los beneficios de los intereses, rentas o la especulación monetaria. Se inscribe en la tradición liberal, no abogaba por un sistema individualista sino que creía que se debían reducir las distancias entre pobres y ricos para acercarse a ese “orden económico natural”.
Fundó la Freiwirtschaftslehre (doctrina de la libre economía). En 1906 escribió su libro más famoso, El orden económico natural. Se le conoce sobre todo por su apoyo a una moneda que se depreciaría con el tiempo, en intervalos programados, en la que los usuarios irían descontando porciones a la que se suele llamar dinero de interés negativo o moneda oxidable.

## Gesell, Keynes y la “eutanasia del rentista”
Luego de la crisis del 1929, y en plena depresión de la década del treinta, J.M. Keynes observaba con preocupación la elevada “preferencia por la liquidez”. En Teoría General de la ocupación, el interés y el dinero, expresaba: “el pesimismo y la incertidumbre del futuro que acompaña a un derrumbamiento en la eficiencia marginal del capital, naturalmente precipita un aumento decisivo en la preferencia por la liquidez – y de aquí un alza en la tasa de interés-.” (cap.22, pág. 328). Entonces, ya circulaban en Europa los análisis que Gesell había comenzado a realizar a partir de la crisis de 1890 en Argentina: “El sistema monetario argentino; sus ventajas y perfeccionamiento” (1893), “La cuestión monetaria argentina” (1898) y “La plétora monetaria argentina de 1909 y la anemia monetaria de 1898” (1909). Keynes conoció tempranamente estos escritos, pero no fue hasta la gran depresión que les dio importancia: “En la posguerra sus devotos me bombardearon con copias de sus trabajos, sin embargo, debido a ciertos defectos palpables de sus argumentos, no logré en absoluto descubrir sus méritos. Como ocurre con frecuencia tratándose de intuiciones imperfectamente analizadas, su importancia no se me aclaró hasta que yo hubiese llegado a formular mis propias conclusiones a mi manera.” (Cap.23., pag.366)
“Creo que el porvenir aprenderá más de Gesell que de Marx” dice Keynes en Teoría General (Cap.23, pág. 368). Su socialismo de libre competencia,  que estaba a las antípodas del marxismo tradicional, era más aceptable para el economista inglés. Sin embargo, Keynes cuestionaba que como a Gesell se le había escapado la noción de “preferencia por la liquidez”, “había elaborado solo la mitad de la teoría de la tasa de interés” (pág. 369)”. No obstante, “había llevado su teoría lo bastante lejos para permitirle llegar a una recomendación práctica, que puede contener la esencia de lo que es necesario, aunque no es viable en la forma que la propuso. Sostiene que el crecimiento del capital real está refrenado por la tasa monetaria de interés y que, si se eliminara este freno, el crecimiento del capital real sería, en el mundo moderno, tan rápido, que probablemente se justificaría una tasa igual a cero, no inmediatamente, por supuesto, pero en un periodo comparativamente corto. De este modo la necesidad primaria consiste en reducir la tasa monetaria de interés, lo que puede lograrse, según indicó, haciendo que el dinero incurra en costos de conservación del mismo modo que las otras existencias de bienes infecundos. Esto lo llevo a la famosa prescripción del dinero sellado, con el que está asociado principalmente su nombre…” (págs. 369-370).
Esa tasa de interés tendiente al cero, era el objetivo del dinero oxidable, degradable, llamado “dinero sellado”: un dinero que había que sellar cada determinado tiempo en una oficina pública sería suficiente disuasivo para que se evitara el atesoramiento. No obstante, Keynes cuestionó por limitada esta política monetaria de Gesell. Dijo: “La idea base del dinero sellado es sólida. Es posible ciertamente, que pudieran encontrarse medios para aplicarla en la práctica en corta escala; pero hay muchas dificultades con las que Gesell no se encaró. Especialmente, no había advertido que el dinero no es el único bien que tiene la propiedad de llevar consigo una prima de liquidez, sino que difería solamente en grado de muchos más, derivando su importancia de la posesión de una prima de liquidez mayor que cualquier otro. En esta forma, si se había de privar a los billetes circulantes de dicha prima por el sistema de resello, había gran cantidad de sucedáneos que le pisarían los talones -dinero bancario, deudas a la vista, dinero extranjero, alhajas y metales preciosos en general, y así sucesivamente- . Como antes dijes, ha habido épocas en las que probablemente fue la sed insaciable de posesión de tierra, independientemente de su rendimiento, lo que sirvió para sostener la tasa de interés -aunque bajo el sistema de Gesell esta posibilidad habría sido eliminada por la nacionalización de la tierra.” (págs. 370-371). 
Las ideas que Keynes tomó de Gesell definieron un punto central del pensamiento keynesiano: “la eutanasia del rentista”. Este punto teórico, político e histórico del pensamiento de Keynes, lo expresa en Teoría General de la siguiente manera: “Veo, por lo tanto, el aspecto rentista del capitalismo como una fase transitoria que desparecerá tan pronto como haya cumplido su destino y con la desaparición del aspecto rentista sufrirán un cambio radical otras muchas cosas que hay en él. Además, será una gran ventaja en el orden de los acontecimientos que defiendo, que la eutanasia del rentista, del inversionista que no tiene ninguna misión, no será algo repentino, sino una continuación gradual, aunque prolongada de lo que henos visto recientemente en Gran Bretaña, y no necesitará de un movimiento revolucionario.” (pág. 391). La lectura que realiza Raúl Presbisch sobre la teoría de Keynes no deja de lado ese punto crucial. Dice, “No se requiere del ahorro de las clases ricas. Por el contrario, cuando menor sea el ahorro, tanto más intensamente crecerá el ingreso nacional al aumentar las inversiones. El ahorro es un factor de retardo en el desarrollo de la riqueza colectiva y la formación del capital.” Continua… “Queda así expedito el camino de la justicia distributiva. Hay que seguirlo discretamente con medidas que mejoren la propensión a consumir y estimulen, al mismo tiempo, las inversiones para acrecentar la cantidad de capital. De este modo, en el lapso de una o dos generaciones, su abundancia podrá hacer bajar a cero la tasa de interés.  Habríamos llegado de esta manera a la eutanasia del rentista, a su muerte lenta, con trascendentales consecuencias para la magnitud del producto colectivo y su equitativa distribución. “(pág. 10)

## Ediciones completas
- Gesammelte Werke. 18 vols. Gauke Verlag für Sozialökonomie, Kiel

### Obra
- Die Reformation des Münzwesens als Brücke zum sozialen Staat. Selbstverlag, Buenos Aires 1891
- Nervus rerum. Selbstverlag, Buenos Aires 1891

- Die Verstaatlichung des Geldes. Selbstverlag, Buenos Aires 1892

- El Sistema Monetario Argentino. Sus Ventajas y su Perfeccionamento. Selbstverlag, Buenos Aires 1893

- Die Anpassung des Geldes und seiner Verwaltung an die Bedürfnisse des modernen Verkehrs. Herpig & Stieveken, Buenos Aires 1897

- La Cuestión Monetaria Argentina. Buenos Aires 1898

- Die argentinische Geldwirtschaft und ihre Lehren. 1900

- Das Monopol der schweizerischen Nationalbank und die Grenzen der Geldausgabe im Falle einer Sperrung der freien Goldausprägung. K. J. Wyss, Berna 1901

- Die Verwirklichung des Rechts auf den vollen Arbeitsertrag durch die Geld- und Bodenreform. Selbstverlag, Les Hauts Geneveys/Leipzig 1906

- Die neue Lehre von Geld und Zins. Physiokratischer Verlag, Berlin/Leipzig 1911

- Die natürliche Wirtschaftsordnung durch Freiland und Freigeld. Selbstverlag, Les Hauts Geneveys 1916; 9.ª ed. de Karl Walker: Rudolf Zitzmann Verlag, Lauf 1949 (PDF; 1,4 MB)

- Gold oder Frieden? Vortrag, gehalten in Bern am 28. April 1916. Selbstverlag, Les Hauts Geneveys 1916

- Freiland, die eherne Forderung des Friedens. Vortrag, gehalten im Weltfriedensbund in Zürich am 5. Juli 1917 in Zürich. Selbstverlag, Les Hauts Geneveys 1917

- Der Abbau des Staates nach Einführung der Volksherrschaft. Denkschrift an die zu Weimar versammelten Nationalräte. Verlag des Freiland-Freigeld-Bundes, Berlin-Steglitz 1919

- Die gesetzliche Sicherung der Kaufkraft des Geldes durch die absolute Währung. Denkschrift zu einer Eingabe an die Nationalversammlung. Selbstverlag, Berlin/Weimar 1919

- Das Reichswährungsamt. Wirtschaftliche, politische und finanzielle Vorbereitung für seine Einrichtung. Freiland-Freigeldverlag, Rehbrücke 1920

- Internationale Valuta-Assoziation (IVA). Voraussetzung des Weltfreihandels – der einzigen für das zerrissene Deutschland in Frage kommenden Wirtschaftspolitik. Freiwirtschaftlicher Verlag, Sontra 1920

- Die Freiwirtschaft vor Gericht. Mit einer Einleitung von Richard Hoffmann. Freiland-Freigeld-Verlag, Erfurt/Berna 1920

- An das deutsche Volk! Kundgebung des Freiwirtschaftlichen Kongresses zu Hannover. Freiland-Freigeld-Verlag, Erfurt 1921

- Deutsche Vorschläge für die Neugründung des Völkerbundes und die Überprüfung des Versailler Vertrages. Öffentlicher Vortrag, gehalten in der Aula des Gymnasiums zu Barmen am 20. Dezember 1920. Verlag des Freiland-Freigeld-Bundes, Barmen-Elberfeld 1921

- Die Wissenschaft und die Freiland-Freigeldlehre. Kritik und Erwiderung. Ohne Verfasserangabe erschienen. Erfurt/Berlin 1921

- Denkschrift für die Gewerkschaften zum Gebrauch bei ihren Aktionen in der Frage der Währung, der Valuta und der Reparationen. Selbstverlag, Berlin-Rehbrücke 1922

- Die Ausbeutung, ihre Ursachen und ihre Bekämpfung. Zweite Denkschrift für die deutschen Gewerkschaften zum Gebrauch bei ihren Aktionen gegen den Kapitalismus. Vortrag, gehalten in der Sozialistischen Vereinigung zur gegenseitigen Weiterbildung in Dresden am 8. Mai 1922. Selbstverlag, Berlin-Rehbrücke 1922

- Die Diktatur in Not. Sammelruf für die Staatsmänner Deutschlands. Freiland-Freigeld-Verlag, Erfurt 1922

- Das Trugbild der Auslandsanleihe und ein neuer Vorschlag zum Reparationsproblem. Eine weltwirtschaftliche Betrachtung, eine Warnung vor Illusionen und ein positiver Lösungsvorschlag. Freiwirtschaftlicher Verlag, Erfurt 1922

- unter dem Pseudonym Juan Acratillo: PDF. 1922 ()

- Der Aufstieg des Abendlandes. Vorlesung, gehalten zu Pfingsten 1923 in Basel auf dem 1. Internationalen Freiland-Freigeld-Kongress. Freiland-Freigeld-Verlag, Berlin/ Berna, 1923

- mit Hans Bernoulli und Fritz Roth: Das Problem der Grundrente. Einleitende Gedanken zu einer wissenschaftlichen Abklärung. Selbstverlag des Schweizer Freiwirtschaftsbundes, Berna 1925

- Die allgemeine Enteignung im Lichte physiokratischer Ziele. Selbstverlag, Potsdam 1926

- Der abgebaute Staat. Leben und Treiben in einem gesetz- und sittenlosen hochstrebenden Kulturvolk. A. Burmeister Verlag, Berlin-Friedenau 1927

- Reichtum und Armut gehören nicht in einen geordneten Staat. Werkauswahl zum 150. Geburtstag, zusammengestellt von Werner Onken. Verlag für Sozialökonomie, Kiel 2011, ISBN 978-3-87998-462-6

## Literatura
- B. Uhlemayr. Silvio Gesell. Nürnberg 1931

- Arminius. Hitler oder Gesell? Eine psychologische Auseinandersetzung. In: Wissenschaftliche Schriftenreihe der Freiwirtschaftlichen Zeitung. 20, Erfurt 1932

- Rolf Engert. Silvio Gesell als Person. Leipzig 1933

- Werner Schmid. Silvio Gesell. Die Lebensgeschichte eines Pioniers. Berna 1954

- Hans Blüher, Werner Schmid u. a. Silvio Gesell – Zeitgenössische Stimmen zum Werk und Lebensbild eines Pioniers. Zitzmann, Lauf bei Nürnberg 1960
- Hans-Joachim Werner: Die Geschichte der Freiwirtschaftsbewegung, 100 Jahre Kampf für eine Marktwirtschaft ohne Kapitalismus. Waxmann, Münster und New York 1990

- Heinrich Färber. Die Irrlehre Silvio Gesells. 1932, 2ª ed. Graz 1996, ISBN 3-901805-03-6

- Silvio-Gesell-Ausstellung 1987, Saint-Vith. Katalog, Hann. Münden 1988

- Klaus Schmitt (ed.) Silvio Gesell – „Marx“ der Anarchisten? Texte zur Befreiung der Marktwirtschaft vom Kapitalismus und der Kinder und Mütter vom patriarchalischen Bodenrecht. Kramer, Berlín 1989, ISBN 3-87956-165-6

- Werner Onken. Silvio Gesell und die Natürliche Wirtschaftsordnung. Eine Einführung in Leben und Werk. Gauke, Lütjenburg 1999, ISBN 3-87998-439-5

- Hermann Benjes. Wer hat Angst vor Silvio Gesell? Das Ende der Zinswirtschaft bringt Arbeit, Wohlstand und Frieden für alle. Bickenbach, 1995, ISBN 3-00-000204-9

- Wolfgang Uchatius. Silvio Gesell: „Geld muss rosten!“. In: Die Zeit 12, 15 de marzo de 2012 (entrevista de Werner Onken)

- Peter Bierl: Schwundgeld, Freiwirtschaft, Rassenwahn. Kapitalismuskritik von rechts: Der Fall Silvio Gesell, KVV konkret, Hamburg 2012, ISBN 978-3-930786-64-0